# Sebertung
Sebertung is een bestuurslaag in het regentschap Langkat van de provincie Noord-Sumatra, Indonesië. Sebertung telt 1592 inwoners (volkstelling 2010).